# Greystoke
Greystoke är en by och en civil parish i Cumbria i nordvästra England. Orten har 733 invånare (2001). Den har en kyrka och ett slott.